# Oposició a la immigració
L'oposició a la immigració, també coneguda com a antiimmigració, és una posició política que busca restringir la immigració. En el context actual, la immigració es refereix a l'entrada de persones d'un estat o territori a un altre estat o territori del qual no en són ciutadans. La immigració il·legal es produeix quan persones immigren a un país sense tenir permís oficial per fer-ho. L'oposició a la immigració abasta des de les peticions de diverses reformes immigratòries fins a propostes per restringir completament la immigració i peticions de repatriació dels immigrants existents.

## Causes de les opinions antiimmigració
El 2017 es va fer un estudi en onze països amb 18.000 enquestes: Austràlia, Canadà, Corea, Dinamarca, Espanya, Estats Units, França, Japó, Noruega, Regne Unit i Suïssa. L'estudi va trobar que "els immigrants més qualificats són preferits als seus homòlegs menys qualificats en tots els nivells d'estatus socioeconòmic nadius. Hi ha poc suport per a la hipòtesi de la competència al mercat laboral, ja que els enquestats no s'oposen més als immigrants en el seu propi estrat socioeconòmic. Si bé el to de pell en si mateix té poc efecte en cap país, els immigrants de països de majoria musulmana sí que obtenen nivells de suport significativament més baixos, i l'animositat racial continua sent una força poderosa".
Un article publicat el 2018 va concloure que una afluència d'immigració altament qualificada estava associada amb disminucions en el vot nacionalista, però que una afluència d'immigració poc qualificada estava associada amb augments en el vot nacionalista a les eleccions durant el període 2007-2016. La percepció que els immigrants tenen poca qualificació també va provocar més oposició (tot i que és més probable que els immigrants altament qualificats siguin benvinguts). Un article del 2019 de la Universitat de Tel Aviv va identificar la competència econòmica, la competència cultural, les actituds racials i la por a la delinqüència com alguns dels factors més significatius en oposició a la immigració.
Tot i que s'han dut a terme moltes investigacions per determinar les causes de l'oposició a la immigració, s'han fet poques investigacions per determinar les causes que hi ha darrere del suport a la immigració.